# Rauhe Ebrach
Rauhe Ebrach – rzeka w Bawarii, lewy dopływ Regnitz. 